# Universität Iliria
Die Iliria Royal Universität (albanisch Kolegji Iliria, englisch Iliria College) ist eine private Hochschule in der kosovarischen Hauptstadt Pristina. 
Das Iliria Kolleg begann seine Tätigkeit im Jahr 2001 als eine private Institution, welche die albanische Bildungstradition mit zeitgenössischen Konzepten verbindet.

## Fakultäten bzw. Fachbereiche
- Ökonomie und Bankwesen, Finanz- und Rechnungswesen, Management und Informatik
- Internationalen Handel, Beziehungen, Vertragsrecht und Diplomatie
- Verwaltungswissenschaften
- Juristische Wissenschaften Strafrecht, Zivil- und Völkerrecht
- Informatik, Angewandte Informatik, Wirtschaftsinformatik, Software Engineering und Datenbanken, Roboter und Mechatronik